# بی‌شهر
بی‌شهیر (به ترکی استانبولی: Beyşehir) شهری است در کشور ترکیه که در استان قونیه واقع شده‌است. شهری که در جنوب غربی سواحل دریاچه بی شهیر قرار گرفته. مسیرهای پرشیب و جنگل های سرسبز رشته کوه های تاروس در این منطقه از محبوبیت و شهرت خاصی برخوردارند. از دیگر ویژگی های بی شهیر می توان به جلگه حاصلخیز آن که در امتداد منطقه دریاچه در مسیری به سمت جنوب شرقی گسترش یافته، اشاره کرد. بی شهیر با مساحت 2116.29 کیلومتر مربعی در ارتفاع 1205 متری از سطح دریا قرار گرفته، بر اساس سرشماری های سال 2012 جمعیت این ناحیه 69739 و جمعیت شهرنشین آن 35872 نفر اعلام شده است.